# 츠바이지멘역
츠바이지멘역(독일어: Bahnhof Zweisimmen)은 스위스 베른주에 있는 츠바이지멘 시정촌의 기차역이다. 표준궤 슈피츠-츠바이지멘선의 종점이며, 1,000mm 미터궤 몽트뢰-렝크 임 지멘탈선의 중간 정류장이다. 역은 곤돌라 계곡역 길 건너편에 있으며, 린더베르크 꼭대기까지 간다.

## 운행편
다음 서비스는 츠바이지멘에서 정차한다:
- 파노라마 익스프레스 / 레기오 : 몽트뢰에 매시간 또는 더 나은 서비스.
- 레기오익스프레스: 슈피츠까지 하루에 8대의 열차가 운행되며, 4대의 열차가 슈피츠에서 인터라켄 동까지 운행된다.
- 레기오 :
  - 베른까지 매시간 운행.
  - 렌크 임 지멘탈에 매시간 운행.